# Nippon-shiki
 (septembre 2014).
Si vous disposez d'ouvrages ou d'articles de référence ou si vous connaissez des sites web de qualité traitant du thème abordé ici, merci de compléter l'article en donnant les références utiles à sa vérifiabilité et en les liant à la section « Notes et références ».
 (septembre 2014).
- Si vous ne connaissez pas le sujet, laissez ce bandeau (vous pouvez alors contacter les auteurs).
- Si vous supprimez le contenu mis en cause (vous pouvez préalablement contacter les auteurs),

argumentez précisément cette suppression dans la page de discussion
(un manque de référence n'est pas un argument ; une recherche réelle de référence doit avoir été effectuée, être formellement documentée).
La méthode Nippon-shiki ou Nihon-shiki (日本式) est une méthode de romanisation du japonais introduite en 1885 par Tanakadate Aikitsu (田中舘愛橘). Elle est fondée sur une structure logique (produit cartésien de consonnes initiales et de voyelles finales), qui permet une construction naturelle des suffixes verbaux.

## Tableau de transcription des syllabaires
| あ a  | い i  | う u  | え e  | お o  |  |          |          |          |  |
|       |       |       |       |       |  |          |          |          |  |
| か ka | き ki | く ku | け ke | こ ko |  | きゃ kya | きゅ kyu | きょ kyo |  |
| さ sa | し si | す su | せ se | そ so |  | しゃ sya | しゅ syu | しょ syo |  |
| た ta | ち ti | つ tu | て te | と to |  | ちゃ tya | ちゅ tyu | ちょ tyo |  |
| な na | に ni | ぬ nu | ね ne | の no |  | にゃ nya | にゅ nyu | にょ nyo |  |
| は ha | ひ hi | ふ hu | へ he | ほ ho |  | ひゃ hya | ひゅ hyu | ひょ hyo |  |
| ま ma | み mi | む mu | め me | も mo |  | みゃ mya | みゅ myu | みょ myo |  |
| や ya |       | ゆ yu |       | よ yo |  |          |          |          |  |
| ら ra | り ri | る ru | れ re | ろ ro |  | りゃ rya | りゅ ryu | りょ ryo |  |
| わ wa | ゐ wi |       | ゑ we | を wo |  |          |          |          |  |
|       |       |       |       | ん n  |  |          |          |          |  |
|       |       |       |       |       |  |          |          |          |  |
| が ga | ぎ gi | ぐ gu | げ ge | ご go |  | ぎゃ gya | ぎゅ gyu | ぎょ gyo |  |
| ざ za | じ zi | ず zu | ぜ ze | ぞ zo |  | じゃ zya | じゅ zyu | じょ zyo |  |
| だ da | ぢ di | づ du | で de | ど do |  |          |          |          |  |
| ば ba | び bi | ぶ bu | べ be | ぼ bo |  | びゃ bya | びゅ byu | びょ byo |  |
| ぱ pa | ぴ pi | ぷ pu | ぺ pe | ぽ po |  | ぴゃ pya | ぴゅ pyu | ぴょ pyo |  |

Les caractères en rouge sont maintenant obsolètes.
Les caractères en bleu sont les syllabes dont les transcriptions diffèrent de la transcription Hepburn.

## Remarques
- Les voyelles longues peuvent être marquées en hiragana de multiples façons :
  - あ + あ = aa ;
  - い + い = ii ;
  - う + う = û ;
  - え + い = ei ;
  - お + う = ô, mais お + お = oo.
  - Par exemple : Tôkyô (東京, とうきょう?) et Oosaka (大阪, おおさか?)
- Les consonnes géminées indiquées en hiragana par un っ sont doublées.
  - Par exemple : Sapporo (札幌, さっぽろ?)
- Le n (ん?) est une consonne finale. Pour la distinguer du « n » initial des caractères (な, に, ぬ, ね et の), on le fait suivre d'une apostrophe si nécessaire.
  - Par exemple : kan'i (簡易, かんい?, « facile ») et kani (蟹, かに?, « crabe »)
- Tanakadate a introduit son système de transcription en 1885. Depuis, la langue a évolué. Notamment les sons kwa (くゎ?) et gwa (ぐゎ?) ont été assimilés respectivement à ka (か?) et ga (が?). De même, les sons wi (ゐ?) et we (ゑ?) ont disparu. D'un autre côté, la transcription ignore les syllabes étendues.

## Comparaison avec les autres systèmes de transcription
- La transcription Hepburn est plus fidèle à la phonétique du japonais. Entre autres, les transcriptions de tous les caractères tracés en bleu dans le tableau précédent sont différentes.
- La transcription Kunrei peut être perçue comme une version moderne de la transcription Nippon-shiki. Le Nippon-shiki en est même assimilé à une version restreinte de la norme ISO 3602 décrivant le Kunrei-shiki.[réf. nécessaire]

| Hiragana | Nippon-shiki | Kunrei | Hepburn |
| -------- | ------------ | ------ | ------- |
| し       | si           | si     | shi     |
| ち       | ti           | ti     | chi     |
| じ       | zi           | zi     | ji      |
| ぢ       | di           | zi     | ji      |
| しゃ     | sya          | sya    | sha     |
| ちゃ     | tya          | tya    | cha     |
| じゃ     | zya          | zya    | ja      |